# Lac Soda (comté de Shasta)
Pour les articles homonymes, voir Lac Soda.
Le lac Soda (en anglais : Soda Lake) est un lac américain dans le comté de Shasta, en Californie. Il est situé à 2 386 mètres d'altitude au sein de la Lassen Volcanic Wilderness, dans le parc national volcanique de Lassen.